# Ombrophila purpurea
Ombrophila purpurea är en svampart som först beskrevs av Karl Wilhelm Gottlieb Leopold Fuckel, och fick sitt nu gällande namn av William Phillips 1887. Ombrophila purpurea ingår i släktet Ombrophila och familjen Helotiaceae.   Inga underarter finns listade i Catalogue of Life.